# فیلیپ لودویگ فون زایدل
فیلیپ لودویگ فون زایدل (انگلیسی: Philipp Ludwig von Seidel؛ زاده ۲۳ اکتبر ۱۸۲۱ درگذشته ۱۳ اوت ۱۸۹۶) یک ریاضی‌دان اهل آلمان بود.